# Kálmándi Mihály
Kálmándi Mihály (külföldön Michele Kalmandi) (Bihar, 1959. december 21. –) Kossuth-díjas magyar operaénekes (bariton), a Halhatatlanok Társulatának örökös tagja.

## Életpályája
Gyermekkorában zongorázni és gitározni tanult. 17 évesen kezdett el tanulni Aradon, Rudolf Eduárdnál. A tanulmányait a kolozsvári Gheorghe Dima Zeneművészeti Főiskolán végezte 1985-ben. Részt vett Pavel Lisizian mesterkurzusain Weimarban. 1981 és 1987 között a kolozsvári opera énekese volt. A Magyar Állami Operaház 1988-ban szerződtette. Budapesten rövid ideig Adorján Ilona és Sipos Jenő tanítványa volt. Nemzetközi karrierjét Olaszországban Triesztben kezdte, Verdi Nabucco-jának címszerepében. Vendégszerepelt többek közt Olaszországban, Ausztriában, Spanyolországban, Görögországban. Operák mellett oratóriumok bemutatásában is közreműködött (Mozart: Requiem, Koronázási mise; Beethoven: IX. szimfónia, Missa Solemnis; Haydn: Teremtés, Nelson mise; Bach: H-moll mise; Verdi: Requiem).

## Filmszerepei
- Verdi: La Traviata - Giorgio Germont szerepe (felvétel az UNESCO részére, Riccardo Capasso vezényletével)
- Nabucco - operafilm Bernard Broca rendezésében
- Beatrice di Tenda,    Bellini,   regia Brochaus

## Főbb szerepei
- Bartók: A kékszakállú herceg vára - Kékszakállú
- Bizet: Carmen - Escamillo
- Erkel: Bánk bán - II. Endre
- Erkel: Hunyadi László - Czillei
- Galuppi: Il caffé di campagna - Fumana
- Mascagni: Lodoletta - Franz
- Strauss: Salome - Jochanaan
- Bellini: Beatrice di Tenda  Filippo Visconti
- Donizetti: Lucia di Lammermoor,   Enrico
- Donizetti: Lucrezia Borgia, don Alfonso
- Verdi: A végzet hatalma - Don Carlos
- Verdi: Aida - Amonasro
- Verdi: A trubadúr - Luna gróf
- Verdi: Nabucco - Nabucco
- Verdi: Rigoletto - Rigoletto
- Verdi: Traviata - Giorgio Germont
- Verdi: Un ballo in maschera,  Renato
- Verdi: Otello, Jago
- Verdi : Simone Boccanegra, Boccanegra
- Verdi: Don Carlo,   R. Posa
- Verdi: Stiffelio. Stancar
- Verdi: Falstaff,   Ford
- Verdi: Macbeth,  Macbeth
- Ponchielli: La Gioconda , Barnaba
- Giordano: Andrea Chenier, Gerard
- Puccini: Edgar.  Frank
- Puccin: Tosca,  Scarpia
- Puccini: ll tabarro, Michele
- Puccini: Le villi, Guglielmo
- Puccini: M. Butterfly, Sharples
- Wagner: A bolygó hollandi - Hollandi
- Wagner: A Rajna kincse - Wotan
- Wagner: Trista&Isolda . Kurvenal
- Wagner: Parsifal,  Amfortas
- Wagner:Tannhauser  Wolfram

## Díjai
- Örökös tag a Halhatatlanok Társulatában (2015)
- Kossuth-díj (2019)